# Raghavan Sridharan Pillai
Pour les articles homonymes, voir Pillai.
Raghavan Sridharan Pillai est un herpétologiste indien. Il travaillait au Zoological Survey of India.

## Publications
- Pillai, R.S. & Ravichandran, M.S. 1999. Gymnophiona (Amphibia) of India : A Taxonomic Study.: 117 p..

## Quelques espèces décrites
Amphibien
- famille Bufonidae
  - Ghatophryne rubigina (Pillai & Pattabiraman, 1981)
  - Duttaphrynus silentvalleyensis (Pillai, 1981)
  - Bufoides Pillai & Yazdani, 1973
- famille Ranidae
  - Fejervarya murthii (Pillai, 1979)
  - Limnonectes mawphlangensis (Pillai & Chanda, 1977)
  - Micrixalus gadgili Pillai & Pattabiraman, 1990
  - Micrixalus nudis Pillai, 1978
  - Micrixalus thampii Pillai, 1981
  - Rana danieli Pillai & Chanda, 1977
- famille Rhacophoridae
  - Philautus shillongensis Pillai & Chanda, 1973
- famille Caeciliidae
  - Gegeneophis krishni Pillai & Ravichandran, 1999
- famille Ichthyophiidae
  - Ichthyophis garoensis Pillai & Ravichandran, 1999
  - Ichthyophis husaini Pillai & Ravichandran, 1999
  - Ichthyophis longicephalus Pillai, 1986
- famille Microhylidae
  - Microhyla chakrapanii Pillai, 1977
- famille Scolecomorphidae
  - Uraeotyphlus interruptus Pillai & Ravichandran, 1999

Poisson
- famille Cobitidae
  -  Lepidocephalichthys goalparensis Pillai & Yazdani, 1976
  -  Lepidocephalichthys menoni Pillai & Yazdani, 1976

Pillai est l’abréviation habituelle de Raghavan Sridharan Pillai en zoologie.

Consulter la liste des abréviations d'auteur en zoologie ou la liste des taxons zoologiques assignés à cet auteur par ZooBank